# Copa Desafío de la AFC 2008
La Copa Desafío de la AFC 2008 fue la segunda edición de la Copa Desafío de la AFC, torneo de fútbol que reunía a las selecciones nacionales de Asia de más bajo nivel. Fue organizado por la Confederación Asiática de Fútbol (AFC) y se disputó entre el 30 de julio y el 8 de agosto en India, con la participación de 8 seleccionados nacionales masculinos.
A diferencia de la primera edición, el certamen contó con una clasificatoria previa disputada por 14 equipos, entre los cuales se definieron los últimos cuatro participantes, ya que India —como sede—, Corea del Norte, Turkmenistán y Myanmar accedieron a la fase final de forma directa.
La selección local, India, se coronó campeón del torneo al vencer 4-1 en la final a Tayikistán, defensor del título. Gracias a la consagración, el conjunto hindú se clasificó de forma directa a la Copa Asiática 2011.

## Elección del país anfitrión
El torneo iba a desarrollarse originalmente en Taiwán, pero la república no estaba en condiciones de cumplir con los requerimientos exigidos por la AFC. En reemplazo, la federación trasladó la sede a Tailandia, que también renunció ante el poco tiempo disponible para organizar el evento. Se barajó luego la posibilidad de llevarlo a cabo en Filipinas, pero la idea no prosperó.

### Sede
Con India electo definitivamente, se decidió que todos los partidos se jugasen en Hyderabad, en el Estadio Lal Bahadur Shastri. Sin embargo, las condiciones de su terreno de juego obligaron a la AFC a desplazar el certamen al Estadio Atlético Gachibowli de la misma ciudad, quedando el recinto original como sede de sólo dos encuentros. Posteriormente, y debido a las condiciones climáticas desfavorables que afectaron a la ciudad de Hyderabad, la confederación debió mover los últimos dos partidos —tercer puesto y final— a Nueva Delhi.
| Hyderabad                   | Hyderabad                   | Nueva Delhi       |
| --------------------------- | --------------------------- | ----------------- |
| Andhra Pradesh (UTC+05:30)  | Andhra Pradesh (UTC+05:30)  | Delhi (UTC+05:30) |
| Estadio Atlético Gachibowli | Estadio Lal Bahadur Shastri | Estadio Ambedkar  |
| Capacidad: 30 000           | Capacidad: 30 000           | Capacidad: 20 000 |
|                             |                             |                   |

## Formato
Las 8 selecciones participantes fueron divididas en 2 grupos de 4 equipos cada una. Dentro de cada grupo, las selecciones se enfrentaron bajo el sistema de todos contra todos, a una sola rueda, de manera tal que cada una de ellas disputó tres partidos. Los puntos se computaron a razón de 3 —tres— por partido ganado, 1 —uno— en caso de empate y 0 —cero— por cada derrota.
Las dos selecciones de cada grupo mejor ubicadas en la tabla de posiciones final pasaron a las semifinales. El orden de clasificación se determinó teniendo en cuenta los siguientes criterios, en orden de preferencia:
1. El mayor número de puntos obtenidos.
2. El mayor número de puntos obtenidos en los partidos entre los equipos en cuestión.
3. La mayor diferencia de goles en los partidos entre los equipos en cuestión.
4. El mayor número de goles anotados por cada equipo en los partidos entre los equipos en cuestión.
5. La mayor diferencia de goles en todos los partidos del grupo.
6. El mayor número de goles a favor en todos los partidos del grupo.
7. Tiros desde el punto penal (si ambos equipos hubieran empatado en todos los criterios anteriores y se encontraran al mismo tiempo en el campo de juego).
8. Menor cantidad de tarjetas amarillas y rojas recibidas.
9. Sorteo del comité organizador.

Los cuatro clasificados disputaron las semifinales. Los perdedores de dicha instancia disputaron el partido por el tercer puesto, y los vencedores jugaron la final, cuyo ganador se consagró campeón.

## Equipos participantes
Por primera vez, la competición contó con una instancia clasificatoria para definir a los equipos que calificarían para disputar la fase final. De los ocho participantes, cuatro fueron definidos antes del inicio del torneo: India —local—, Corea del Norte, Turkmenistán y Myanmar, todos pertenecientes a la categoría asociaciones en desarrollo elaborada por la AFC antes de la edición de 2006. Los cuatro cupos restantes fueron ocupados por las selecciones ganadoras de cada zona de la fase clasificatoria. El sorteo de dicha etapa se llevó a cabo el 18 de enero de 2008.
En cursiva los equipos debutantes.
| Equipos participantes | Equipos participantes | Equipos participantes | Equipos participantes |
| --------------------- | --------------------- | --------------------- | --------------------- |
| Afganistán            | Corea del Norte       | Nepal                 | Tayikistán            |
| Birmania              | India                 | Sri Lanka             | Turkmenistán          |

## Fase de grupos
- Los horarios son correspondientes a la hora de India (UTC+5:30).

### Grupo A
| Pos. | Equipo       | Pts. | PJ | G | E | P | GF | GC | Dif. | Clasificación         |
| ---- | ------------ | ---- | -- | - | - | - | -- | -- | ---- | --------------------- |
| 1    | India (H)    | 7    | 3  | 2 | 1 | 0 | 4  | 2  | +2   | Fase de eliminatorias |
| 2    | Tayikistán   | 5    | 3  | 1 | 2 | 0 | 6  | 1  | +5   | Fase de eliminatorias |
| 3    | Turkmenistán | 4    | 3  | 1 | 1 | 1 | 6  | 2  | +4   |                       |
| 4    | Afganistán   | 0    | 3  | 0 | 0 | 3 | 0  | 11 | −11  |                       |

 Fuente: RSSSF
| 30 de julio de 2008  | Turkmenistán | 0:0 | Tayikistán | Estadio Atlético Gachibowli, Hyderabad                      |                                                             |
| 16:00 IST (UTC+5:30) |              |     |            | Asistencia: 150 espectadores Árbitro(s): Valentin Kovalenko | Asistencia: 150 espectadores Árbitro(s): Valentin Kovalenko |

| 30 de julio de 2008  | India          | 1:0 (0:0) | Afganistán | Estadio Atlético Gachibowli, Hyderabad                |                                                       |
| 18:30 IST (UTC+5:30) | Lawrence 90+2' |           |            | Asistencia: 300 espectadores Árbitro(s): Masaaki Toma | Asistencia: 300 espectadores Árbitro(s): Masaaki Toma |

| 1 de agosto de 2008  | Tayikistán | 1:1 (1:0) | India               | Estadio Atlético Gachibowli, Hyderabad                      |                                                             |
| 16:00 IST (UTC+5:30) | Rabiev 11' |           | Tuychiev 61' (a.g.) | Asistencia: 350 espectadores Árbitro(s): Tayeb Shamsuzzaman | Asistencia: 350 espectadores Árbitro(s): Tayeb Shamsuzzaman |

| 1 de agosto de 2008  | Afganistán | 0:5 (0:3) | Turkmenistán                          | Estadio Atlético Gachibowli, Hyderabad              |                                                     |
| 18:30 IST (UTC+5:30) |            |           | Ovekov 1' 41' 76' 80' · Krendelev 24' | Asistencia: 100 espectadores Árbitro(s): Ali Saleem | Asistencia: 100 espectadores Árbitro(s): Ali Saleem |

| 3 de agosto de 2008  | Turkmenistán    | 1:2 (0:0) | India          | Estadio Atlético Gachibowli, Hyderabad                    |                                                           |
| 18:30 IST (UTC+5:30) | Orazmamedov 85' |           | Bhutia 51' 80' | Asistencia: 1 000 espectadores Árbitro(s): Jasim Al-Senan | Asistencia: 1 000 espectadores Árbitro(s): Jasim Al-Senan |

| 3 de agosto de 2008  | Afganistán | 0:5 (0:4) | Tayikistán                               | Estadio Lal Bahadur Shastri, Hyderabad               |                                                      |
| 18:30 IST (UTC+5:30) |            |           | Rabiev 14' 44' 50' · Tukhtasunov 39' 41' | Asistencia: 150 espectadores Árbitro(s): Võ Minh Trí | Asistencia: 150 espectadores Árbitro(s): Võ Minh Trí |

### Grupo B
| Pos. | Equipo          | Pts. | PJ | G | E | P | GF | GC | Dif. | Clasificación         |
| ---- | --------------- | ---- | -- | - | - | - | -- | -- | ---- | --------------------- |
| 1    | Corea del Norte | 9    | 3  | 3 | 0 | 0 | 5  | 0  | +5   | Fase de eliminatorias |
| 2    | Birmania        | 6    | 3  | 2 | 0 | 1 | 6  | 2  | +4   | Fase de eliminatorias |
| 3    | Nepal           | 3    | 3  | 1 | 0 | 2 | 3  | 4  | −1   |                       |
| 4    | Sri Lanka       | 0    | 3  | 0 | 0 | 3 | 1  | 9  | −8   |                       |

 Fuente: RSSSF
| 31 de julio de 2008  | Corea del Norte                         | 3:0 (3:0) | Sri Lanka | Estadio Atlético Gachibowli, Hyderabad               |                                                      |
| 16:00 IST (UTC+5:30) | Peiris 5' (a.g.) · Pak Song-chol 9' 27' |           |           | Asistencia: 100 espectadores Árbitro(s): Võ Minh Trí | Asistencia: 100 espectadores Árbitro(s): Võ Minh Trí |

| 31 de julio de 2008  | Birmania                                                | 3:0 (0:0) | Nepal | Estadio Atlético Gachibowli, Hyderabad                  |                                                         |
| 18:30 IST (UTC+5:30) | Yaza Win Thein 66' · Myo Min Tun 76' · Soe Myat Min 86' |           |       | Asistencia: 150 espectadores Árbitro(s): Jasim Al-Senan | Asistencia: 150 espectadores Árbitro(s): Jasim Al-Senan |

| 2 de agosto de 2008  | Sri Lanka      | 1:3 (0:0) | Birmania                                          | Estadio Atlético Gachibowli, Hyderabad                      |                                                             |
| 16:00 IST (UTC+5:30) | Jayasuriya 51' |           | Soe Myat Min 47' · Yan Paing 70' · Si Thu Win 85' | Asistencia: 100 espectadores Árbitro(s): Valentin Kovalenko | Asistencia: 100 espectadores Árbitro(s): Valentin Kovalenko |

| 2 de agosto de 2008  | Nepal | 0:1 (0:1) | Corea del Norte   | Estadio Atlético Gachibowli, Hyderabad                |                                                       |
| 18:30 IST (UTC+5:30) |       |           | Pak Song-chol 39' | Asistencia: 100 espectadores Árbitro(s): Masaaki Toma | Asistencia: 100 espectadores Árbitro(s): Masaaki Toma |

| 4 de agosto de 2008  | Corea del Norte | 1:0 (1:0) | Birmania | Estadio Lal Bahadur Shastri, Hyderabad                      |                                                             |
| 18:30 IST (UTC+5:30) | Ro Hak-Su 15'   |           |          | Asistencia: 100 espectadores Árbitro(s): Tayeb Shamsuzzaman | Asistencia: 100 espectadores Árbitro(s): Tayeb Shamsuzzaman |

| 4 de agosto de 2008  | Nepal                                             | 3:0 (1:0) | Sri Lanka | Estadio Atlético Gachibowli, Hyderabad              |                                                     |
| 18:30 IST (UTC+5:30) | Shahukhala 14' · Ju Manu Rai 55' · Anjan K.C. 68' |           |           | Asistencia: 200 espectadores Árbitro(s): Ali Saleem | Asistencia: 200 espectadores Árbitro(s): Ali Saleem |

## Fase de eliminatorias

### Cuadro de desarrollo
|  | Semifinales                | Semifinales |                              |   | Final | Final |
|  |                            |             |                              |   |       |       |
|  | 7 de agosto – Hyderabad    |             |                              |   |       |       |
|  |                            |             |                              |   |       |       |
|  | India                      | 1           |                              |   |       |       |
|  | India                      | 1           | 13 de agosto – Nueva Delhi   |   |       |       |
|  | Birmania                   | 0           |                              |   |       |       |
|  | Birmania                   | 0           | India                        | 4 |       |       |
|  | 7 de agosto – Hyderabad    |             | India                        | 4 |       |       |
|  |                            | Tayikistán  | 1                            |   |       |       |
|  | Corea del Norte            | Tayikistán  | 1                            | 0 |       |       |
|  | Corea del Norte            |             |                              | 0 |       |       |
|  | Tayikistán                 | 1           |                              |   |       |       |
|  | Tayikistán                 | 1           | Partido por el tercer puesto |   |       |       |
|  |                            |             |                              |   |       |       |
|  | 13 de agosto – Nueva Delhi |             |                              |   |       |       |
|  |                            |             |                              |   |       |       |
|  | Birmania                   | 0           |                              |   |       |       |
|  | Birmania                   | 0           |                              |   |       |       |
|  | Corea del Norte            | 4           |                              |   |       |       |

### Semifinales
| 7 de agosto de 2008  | India       | 1:0 (0:0) | Birmania | Estadio Atlético Gachibowli, Hyderabad                    |                                                           |
| 16:00 IST (UTC+5:30) | Chhetri 82' |           |          | Asistencia: 1 500 espectadores Árbitro(s): Jasim Al-Senan | Asistencia: 1 500 espectadores Árbitro(s): Jasim Al-Senan |

| 7 de agosto de 2008  | Corea del Norte | 0:1 (0:1) | Tayikistán    | Estadio Atlético Gachibowli, Hyderabad                |                                                       |
| 19:30 IST (UTC+5:30) |                 |           | Muhidinov 39' | Asistencia: 600 espectadores Árbitro(s): Masaaki Toma | Asistencia: 600 espectadores Árbitro(s): Masaaki Toma |

### Tercer puesto
| 13 de agosto de 2008 | Birmania | 0:4 (0:3) | Corea del Norte                                   | Estadio Ambedkar, Nueva Delhi                             |                                                           |
| 16:00 IST (UTC+5:30) |          |           | Pak Song-chol 10' 12' 44' (pen.) · Rok Hak-Su 53' | Asistencia: 1 000 espectadores Árbitro(s): Jasim Al-Senan | Asistencia: 1 000 espectadores Árbitro(s): Jasim Al-Senan |

### Final
| 13 de agosto de 2008 | India                           | 4:1 (3:1) | Tayikistán       | Estadio Ambedkar, Nueva Delhi                                  |                                                                |
| 19:30 IST (UTC+5:30) | Chhetri 9' 23' 75' · Bhutia 19' |           | Fatkhuloev 45+1' | Asistencia: 10 000 espectadores Árbitro(s): Valentin Kovalenko | Asistencia: 10 000 espectadores Árbitro(s): Valentin Kovalenko |

|                     |
| Bandera de la India |
| Campeón             |
| India               |
| 1.º título          |

## Estadísticas

### Tabla general
| Pos. | Equipo          | Pts | PJ | PG | PE | PP | GF  | GC | Dif. | Rend. |
| ---- | --------------- | --- | -- | -- | -- | -- | --- | -- | ---- | ----- |
| 1    | India           | 18  | 5  | 4  | 1  | 0  | '12 | 3  | 0    | 0,00% |
| 2    | Tayikistán      | 0   | 0  | 0  | 0  | 0  | 0   | 0  | 0    | 0,00% |
| 3    | Corea del Norte | 12  | 5  | 4  | 0  | 1  | 0   | 1  | 8    | 0%    |
| 4    | Birmania        | 6   | 5  | 2  | 0  | 3  | 6   | 7  | −1   | 0%    |
| 5    | Turkmenistán    | 10  | 3  | 1  | 1  | 1  | 6   | 2  | 4    | '10%  |
| 6    | Nepal           | 9   | 3  | 1  | 0  | 2  | 3   | 4  | −1   | 41%   |
| 7    | Sri Lanka       | 11  | 3  | 0  | 0  | 3  | 1   | 9  | −8   | 09%   |
| 8    | Afganistán      | 14  | 3  | 0  | 0  | 3  | 0   | 11 | −11  | 21%   |

### Goleadores
6 goles
- Pak Song-chol

4 goles
- Sunil Chhetri
- Yusuf Rabiev
- Guwançmuhammet Öwekow

3 goles
- Bhaichung Bhutia

2 goles
- Soe Myat Min
- Ro Hak-su

1 gol
- Climax Lawrence
- Myo Min Tun
- Si Thu Win
- Yan Paing
- Yazar Win Thein
- K.C. Anjan
- Ju Manu Rai
- Santosh Sahukhala
- Kasun Jayasuriya
- Fatkhullo Fatkhuloev
- Dzhomikhon Mukhidinov
- Davronjon Tukhtasunov
- Vyacheslav Krendelev
- Ýusup Orazmämmedow

Autogoles
- Madushka Peiris (ante Corea del Norte)
- Alisher Tuychiev (ante India)

### Jugador Más Valioso
| Jugador          | Selección |
| ---------------- | --------- |
| Bhaichung Bhutia | India     |

### Premio al Juego Limpio
| Selección |
| --------- |
| India     |